# アメリカ本土砲撃
アメリカ本土砲撃（アメリカほんどほうげき）は、第二次世界大戦中の大日本帝国海軍（以下、日本海軍という）の艦船によって行われた、一連のアメリカ合衆国本土およびカナダ本土への砲撃（艦砲射撃）作戦のことである。

## 作戦

### 複数都市砲撃作戦
1941年12月に行われた日本海軍の航空母艦搭載機による真珠湾攻撃による日米間の開戦後、日本軍は太平洋やアジア各地で敗走を続けるアメリカ軍やイギリス軍、オランダ軍をはじめとする連合国軍を圧倒し、その支配地域を広げて行った。
このような状況下で、日本海軍はアメリカ本土への潜水艦による砲撃を計画し、その一環として、同月25日に通商破壊作戦を行うべく北太平洋のアメリカ沿岸地域に展開していた日本海軍の巡潜乙型潜水艦9隻（10隻との説もある）によって、一斉にアメリカ西海岸沿岸のロサンゼルスやサンディエゴ、モントレー、ユーレカ、アストリアなど計8都市を砲撃するという作戦を計画した。
しかし、実行日の12月25日直前に27日以降へ延期するとの命令が下され（クリスマスに砲撃を行い民間人に死者を出した場合、アメリカ国民を過度に刺激するので延期されたという説がある）、さらにその後各潜水艦が燃料不足となり、同時砲撃が行えなくなったために作戦は中止となって各艦は帰投した。しかしその後もこれらの潜水艦は通商破壊戦をアメリカ西海岸沿岸で繰り広げ、多くの貨物船やタンカーを撃沈するなどの成果を上げた。

### エルウッド製油所砲撃作戦

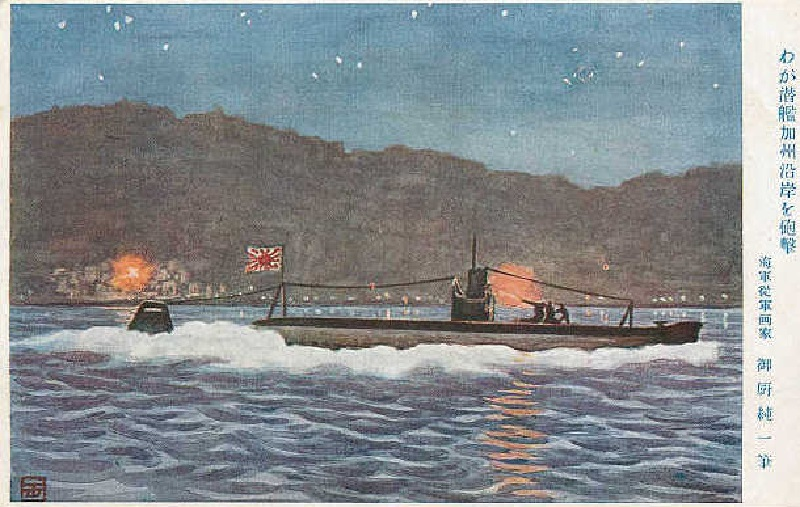
御厨純一筆 「わが潜艦加州沿岸を砲撃」

その後も北太平洋において通商破壊作戦を展開していた「伊号第一七潜水艦」（以下「伊17」とする）は、1942年2月22日にカリフォルニア州サンディエゴ沖からロサンゼルス市の北方にあるサンタバーバラ沖に移動した後、2月23日の午後7時15分（現地時間）にサンタバーバラ近郊にあるエルウッド石油製油所への艦砲射撃を行った。
「伊17」は14センチ砲を17発発射したが、砲弾が徹甲弾であった為に多くが不発となり、施設への被害は僅かに留まった。人的被害も、不発弾の処理中に兵士1名が負傷したのみだった。
しかしこの砲撃作戦は、アメリカ本土への日本軍の攻撃と上陸を警戒していたアメリカ政府と軍、国民に大きな動揺を与え、当日はカリフォルニア州沿岸のモントレーからロサンゼルス、サンディエゴに至るまでの広い地域で灯火管制とラジオ放送の中止が行われた。
さらに翌々日には、この砲撃作戦により過敏になったアメリカ陸軍による、カリフォルニア州南部沿岸地域に対する日本軍機の大規模な空襲を誤認した「ロサンゼルスの戦い」が引き起こされることになるなど（後述）、アメリカ国民をパニックに陥らせる結果となる。

### バンクーバー島砲撃作戦

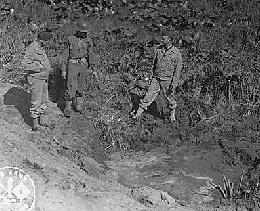
フォート・スティーブンスの被害を調べるアメリカ兵

同年6月20日には伊17と同じ乙型潜水艦の「伊号第二十六潜水艦」が、カナダ本土の太平洋岸のバンクーバー島エステヴァン岬にあるカナダ軍の無線羅針局を14センチ砲で砲撃した。「伊26」は30発の砲撃を行ったものの、無人の森林に数発の砲弾が着弾したのみで、大きな被害を与えることはなかった。

### フォート・スティーブンス砲撃作戦
「伊26」によるバンクーバー島砲撃作戦の翌日の6月21日、「伊号第二五潜水艦」がオレゴン州アストリア市のフォート・スティーブンス陸軍基地を潜水艦基地と誤認し、14センチ砲で砲撃を行った。
当初はアストリア市も砲撃対象としていたものの、コロンビア川の河口を入ったところにあるアストリア市へ砲撃は届かなかった。しかし突然の攻撃を受けたフォート・スティーブンスはパニックに陥り、陸砲が配備されていたにも拘らず「伊25」に対して何の反撃も行えなかった。この砲撃によって電話線や送電線が一時寸断されたものの、基地施設の損害は皆無であった。また、人的被害も配置に付く際に慌てたため頭に軽傷を負った兵士1人のみである。
フォート・スティーブンス砲撃は、アメリカ本土にある基地への外国軍による攻撃としては米英戦争以来のものであり、その後現在に至るまで外国の正規軍によるアメリカ本土の基地への軍事攻撃は行われていない（その後も日本軍によってハワイやアラスカへの攻撃が行われたが、これらは本土ではない）。

## その他の潜水艦による作戦

### 通商破壊作戦

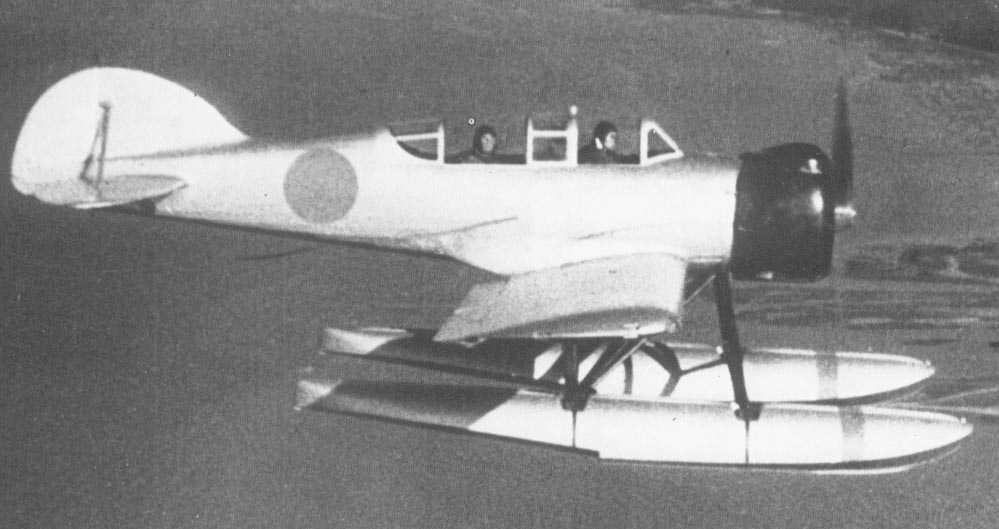
零式小型水上偵察機

これらの活動に併せて、太平洋のアメリカ沿岸地域に展開していた日本海軍の潜水艦が、アメリカ西海岸沿岸を航行中のアメリカのタンカーや貨物船を10隻以上撃沈し、中には西海岸沿岸の住宅街の沖わずか数キロにおいて、多くのアメリカ市民が見ている目前で貨物船を撃沈するなど、開戦以来日本海軍の潜水艦による攻撃行動がアメリカ及びカナダの太平洋岸地域で多数行われていた。
また、これらの潜水艦によるシアトルやサンフランシスコ、ロサンゼルスやサンフランシスコ周辺のアメリカ海軍基地に対する偵察も、当時行われていたことが戦後明らかになっている。

### アメリカ本土空襲作戦
日本海軍令部は、先立ってフォート・スティーブンス砲撃を行った「伊25」に搭載されている零式小型水上偵察機によるアメリカ本土への空襲を、9月に2度にわたり行い、2度ともアメリカ軍からさしたる反撃も受けないまま成功した。

## アメリカの反応

### 情報管制
1942年6月21日にフォート・スティーブンスへの攻撃を受けた際に、アメリカ政府は自国の基地が攻撃を受けた事実こそ認めたものの、国民の動揺を防ぐためと防諜上の理由から攻撃を受けた基地名を公表しないようマスコミに指示を出した。
また、9月にオレゴン州に空襲を受けた際にも、太平洋戦線における相次ぐアメリカ軍の敗北と、相次ぐ自国本土への攻撃に意気消沈する国民に対する精神的ダメージを与えないために、軍民に厳重な緘口令を敷きこの空襲があった事実そのものを極秘扱いにした。しかし、まもなくマスコミに知れ渡ることになり、当時太平洋戦線で負け続きであったアメリカ国民を大いに怯えさせることとなった。

### 政府と軍への非難
日米間の開戦後に、サンフランシスコやロングビーチ、サンディエゴ等の西海岸の主要な港湾においては、日本海軍機動部隊の襲来や陸軍部隊の上陸作戦の実行を恐れて、陸海軍の主導で潜水艦の侵入を阻止するネットや機雷の敷設を行った他、その他の都市でも爆撃を恐れ、防空壕を作り、防毒マスクの市民への配布などを行っていた。
しかし、数度に渡る潜水艦による砲撃作戦の成功のみならず、沿岸での通商破壊戦が行われたことに対して、アメリカ陸海軍がさしたる反撃すらできなかったことに対して、アメリカ国民からは政府と軍の防衛体制に対して批判が相次いだ。

### ロサンゼルスの戦い

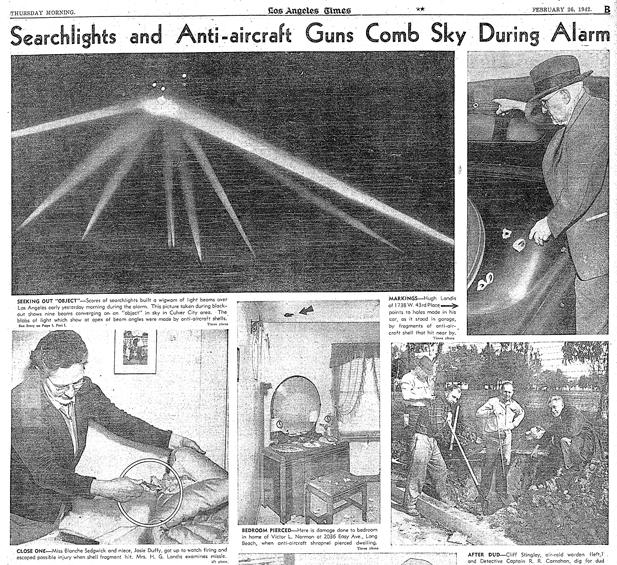
「ロサンゼルスの戦い」を報じるロサンゼルス・タイムス紙

なお上記のように、日本海軍の潜水艦によるエルウッド石油製油所への砲撃作戦が実施された翌々日には、同じ南カリフォルニアのロサンゼルスにおいて、アメリカ陸軍が観測気球らしき飛来物を日本軍の航空機と誤認し、多数の対空砲火を行った「ロサンゼルスの戦い」が発生した。
一般市民は「日本軍の真珠湾攻撃は気を抜いたアメリカ海軍の失態」であるとして、この事件における陸軍の対応を支持するなど、相次ぐ日本軍の襲来を受けた世論の沸騰を受けて西海岸における防空体制はさらに強化されることとなった。

### 哨戒体制強化
この一連の砲撃と空襲作戦の成功以降、西海岸地域を問わずアメリカの全ての沿岸部における哨戒活動および防空が厳重なものとなり、サンフランシスコやロングビーチ、サンディエゴ等の西海岸の主要な港湾においては、日本海軍機動部隊の襲来や陸軍部隊の上陸作戦の実行を恐れて、陸海軍の主導で潜水艦の侵入を阻止するネットや機雷の敷設を行った他、その他の都市でも爆撃を恐れ、防空壕を作り避難訓練を実施をし、灯火管制を行い映画館やナイトクラブの夜間の営業停止、防毒マスクの市民への配布などを行っていた。さらには西海岸沿岸地域に住む子供たちの学童疎開が検討された。

### 日系人の強制収容の正当化
なお、この一連の砲撃と空襲作戦の過程においては、日本人移民や日系アメリカ人の関与、協力などは何もなかったにも拘らず成功を収めたことから、人種差別的指向を持ち、さらに日本軍の上陸を恐れていたフランクリン・ルーズベルト大統領の命令により、1942年2月からハワイを除くアメリカ全土で行われていた日系人の強制収容を正当化する口実の1つになった。

## 他の枢軸国によるアメリカ本土攻撃
日本の同盟国のドイツ海軍の潜水艦によって、アメリカ東海岸沿岸やメキシコ湾における連合国の民間船に対する通商破壊作戦、ドイツ軍のスパイによるアメリカ国内におけるテロなどの破壊行為が多数行われたが、特にドイツ海軍は潜水艦が有名であったにもかかわらず、これらの潜水艦によるアメリカ本土への砲撃は終戦に至るまで一度も行われなかった。
さらにドイツ軍やイタリア軍の航空機によるアメリカ本土への爆撃は計画されたものの、潜水艦の艦載機が複数回成功した日本軍と違って、終戦までに一度も行われなかった。

## 映画
- 『1941』 - アメリカで1979年に、日本で1980年に公開されたコメディー映画。カリフォルニア沖に浮上した日本海軍の潜水艦がハリウッドを砲撃する。